# Правовая коммуникация
Правовая коммуникация — проходящий в правовой сфере общественной жизни процесс передачи правовой информации от правотворческого органа к правоприменителю. Это процедура правового общения, включающая в себя стадии обмена информацией, организации взаимодействия и процесса восприятия, оценки, взаимопонимания.
Главным способом коммуникации в процессе законотворчества является язык закона.

## Виды
Правовую коммуникацию различают:
- между участниками процесса создания нормативного акта;
- между личностью и государством в ходе исполнения нормативного акта[2].

Включает в себя вербальные (устные и письменные) и невербальные средства коммуникативного взаимодействия между субъектами права.
Информационная сторона правовой коммуникации выражается в особой языковой форме, определяющей принципы поведения участников, определённые нормами права; интерактивная сторона — в определении организационного принципа коммуникативного сотрудничества.

## Структура процесса правовой коммуникации
Акт правовой коммуникации состоит из таких элементов:
- Адресант — государство и его органы, наделённые полномочиями принимать нормативно-правовые акты;
- Сообщение — находящийся в правовом акте комплекс правовых норм, установленных соответствующими государственными органами в процессе своей правотворческой деятельности, обязательные для правоприменителя (правила, дозволения, запреты, предписания);
- Адресат — субъект права, которому предназначается правовая информация, идущая от адресанта;
- Код — язык, используемый участниками конкретного акта правовой коммуникации;
- Референция — содержание сообщения (правовой нормы). Определяет, к какой отрасли права относится и какие отношения регулирует соответствующая норма;
- Контакт — сочетание инструментов, обеспечивающих связь между субъектами правовой коммуникации[3].

Взаимодействие между элементами происходит в следующем порядке: адресант → сообщение, код, референция, контакт → адресат.

## Упорядоченность
Ключевое свойство правовой коммуникации — её упорядоченность, выражающаяся в идентичном восприятии правовой информации всеми участниками коммуникации, то есть для адресанта и адресата информации её текст должен иметь совершенно неизменный смысл.